# 北山岩画
北山岩画，位于中国甘肃省永昌县，为一个省级文物保护单位，类型为石窟寺及石刻。
北山岩画的历史年代为战国至汉。